# سیارک ۵۷۵۸
سیارک ۵۷۵۸ (به انگلیسی: 5758 Brunini، نامگذاری:1976QZ1) پنج هزار و هفتصد و پنجاه و هشتمین سیارک کشف شده‌است که در ۲۰ اوت ۱۹۷۶ کشف شد.
قدر مطلق سیارک برابر ۲۴٫۵ است.